# Riksgropen, Norrmalm

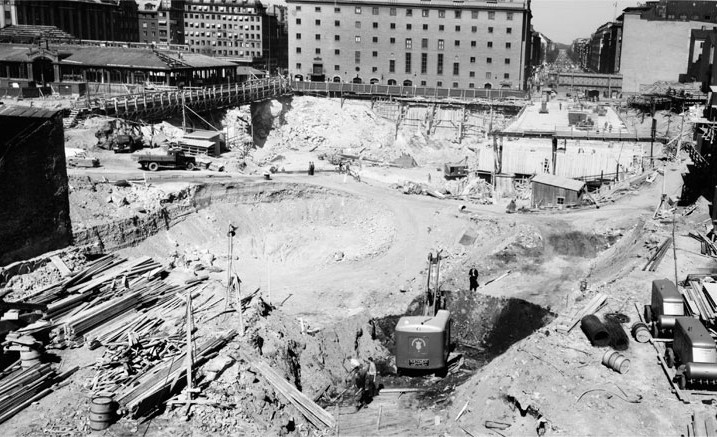
Stockholms första "Riksgrop". Bygget av tunnelbanan vid Hötorget och schaktarbetena för Hötorgsskraporna, 1953. I bakgrunden syns Konserthusets fasad.

Riksgropen var den folkliga benämningen för den omfattande byggarbetsplats som präglade Stockholms innerstad i samband med Norrmalmsregleringen under 1950-, 1960- och början av 1970-talen. De sista resterna efter Riksgropen försvann så sent som 1998.

## Beskrivning

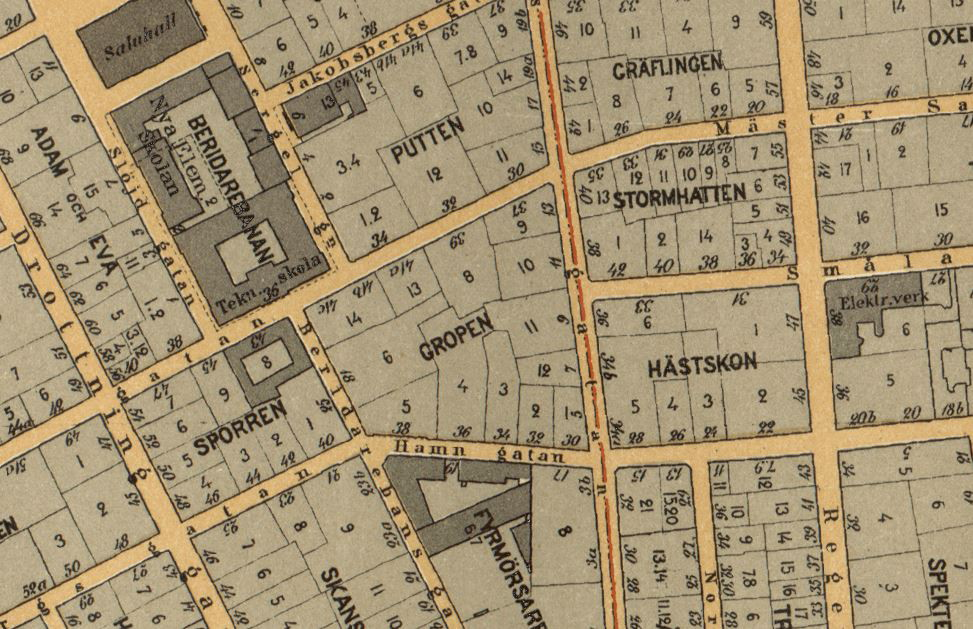
Kvarteret "Gropen" 1899 (mitt i bild), idag platsen för Sergels torg.

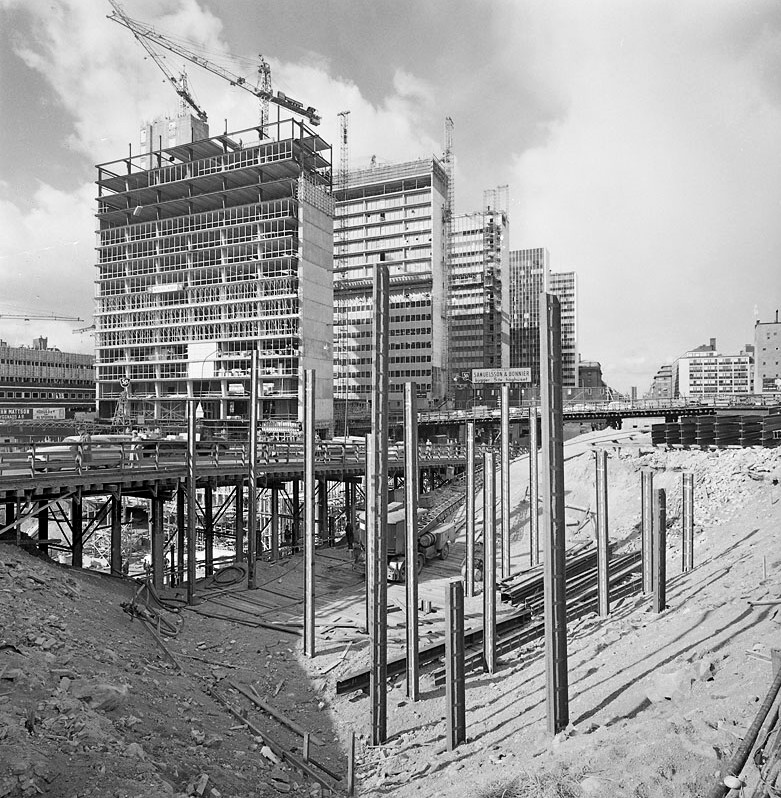
Hötorgsskraporna under uppförande och en del av Riksgropen, 1963.

Begreppet ”Riksgropen” myntades, något elakt, i folkmun när Klarakvarteren revs för Norrmalmsregleringens genomförande. Det handlade bland annat om platsen där det nya Kulturhuset skulle byggas, vars första etapp tillsammans med nybyggda hotellet Sergel Plaza användes som säte för riksdagen under tiden riksdagshuset på Helgeandsholmen byggdes om.
De omfattande schaktarbetena sträckte sig så småningom från Brunkebergstorg och Hamngatan i öster, Hötorget i norr, via Sergels torg och Klarakvarteren till Vasagatan i väster respektive söder. Det rörde sig dock inte om en enda stor grop utan om ett stråk av schaktarbeten som i takt med färdigställandet förflyttade sig sakta genom området. Ett ursprung till namnet kan vara att ett stort kvarter som revs där Sergels torgs-rondellen idag ligger hette just "Gropen". Kvarteret Gropen finns redan med på Petrus Tillaeus karta från 1733.
Man grävde djupt ner i Brunkebergsåsens sand och grus för här skulle rymmas bland annat Stockholms tunnelbanas gröna och röda linje, Klaratunneln, Klara skyddsrum och olika försörjningssystem till ny uppförda affärshus. Det hela blev ett komplicerat infrastrukturprojekt i flera våningar under mark. Ovan mark restes bland annat Hötorgscity, Sergels torg, Kulturhuset, Riksbankshuset, byggnaderna längs Klarabergsgatan, flera bankpalats vid Sveavägen och regeringsbyggnaderna i kvarteren kring Jakobsgatan och Karduansmakargatan. 
När rivnings- och schaktarbetena var som störst kunde man från Stadshusbron se ända bort till varuhuset NK:s fasad mot Hamngatan. Däremellan låg den så kallade Riksgropen, rikets största bygg-grop och vid tiden Sveriges största byggprojekt. På ett flygfotografi från april 1972 syns den stora byggropen för blivande Gallerian och dess fastigheter. Trafiken leddes provisorisk på broar diagonalt över gropen mellan Regeringsgatan och Malmskillnadsgatan. Riksgropen kunde ha blivit ännu större om citysaneringen enligt City 67 hade blivit genomförd fullt ut. Kritiken som hade förts fram i samband med de redan utförda förändringarna av Nedre Norrmalm (exempelvis Almstriden maj 1971) i kombination med försämrade kommunala finanser ledde till att avbryta den fortsatta moderniseringen av citykvarteren. City 67 ersattes 1978 av Cityplan 1977 som förordade en cityförnyelse "utan genomgripande förändringar av kvarter och gatunät".
År 1998 försvann Riksgropens sista rester när ett garage med 120 parkeringsplatser byggdes under Malmtorgsgatan. Fram till dess gick Malmtorgsgatan på en provisorisk körbrygga av trä och stål som byggdes i mitten 1970-talet och som höll på att falla för åldersstrecket.

## Innerstadens "Riksgropar" 1973

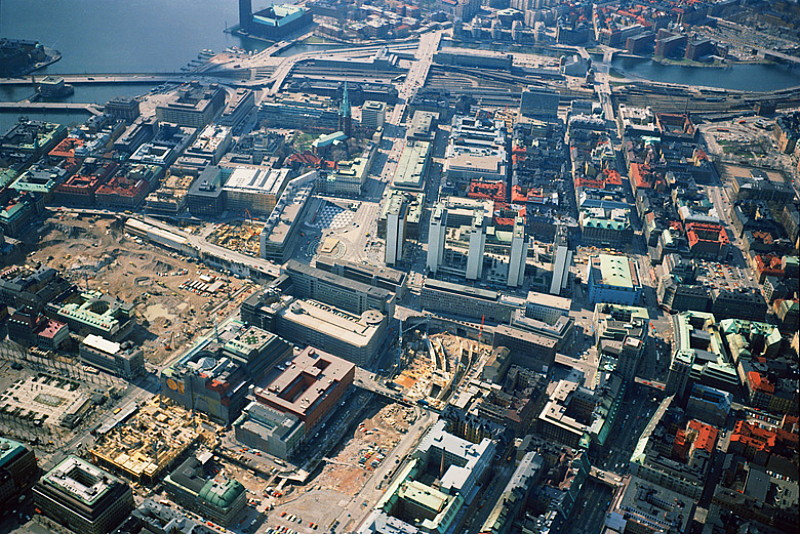
Riksgropens, eller -groparnas, utbredning i april 1973. Större delen av den stora grusytan till vänster utgörs idag av det kvarter där Gallerian ligger. I området nedanför bildens mitt syns pågående byggnadsarbeten för Klaratunnelns gren mot Mäster Samuelsgatan.